# 다이안 아버스
다이안 아버스(Diane Arbus, 1923년 3월 14일 - 1971년 7월 26일)는 미국의 사진 작가이다. 초기에는 상업사진을, 훗날에는 초현실적이고 남다른 사람들의 초상을 많이 찍었으며, '괴짜를 찍은 사진작가'로 흔히 알려져 있다. 베니스 비엔날레에 작품을 전시한 첫 미국 사진가이다. 쿠퍼 유니언 스쿨, 파슨즈 디자인 스쿨 등에서 사진 강의를 했으며, 1960년 잡지 에스콰이어 포토에이를 제작했고 1967년 뉴욕 근대 미술관 그룹전 뉴도큐멘트에 사진을 출품했다. 훗날 그녀를 기리기 위해 니콜 키드먼이 출연한 영화 《Fur》이 촬영 및 상영되기도 하였다.

## 다이안 아버스의 가족
다이안 아버스의 외조부 프랭크 러섹은 1880년에 폴란드를 떠나온 이민자로써, 뉴욕에 상경하여 마권업자로 성공을 거두었으나, 훗날 모피 사업에 손을 댄다. 1987년 맨해튼에 러섹스 모피를 개업하였고, 1900년에 성격이 강한 로즈 앤홀트와 결혼하였다. 다이안의 어머니인 거트루드와 외삼촌 해럴드를 출산하였고, 사업은 성공적이었다. 1915년에 브루클린 빈민가 출신의 가난한 식료품점 아들 데이비드 네메로브가 러섹스에 취직하였다. 외모가 우수했고, 야심 있고 감각을 지닌 사내였지만, 부유한 러섹 집안은 데이비드와 거트루드의 연애를 인정하지 않았다. 결국 연애 끝에 둘은 결혼했고, 결혼 후 석 달 만에 거트루드는 다이안의 오빠인 하워드를 낳았다. 초기에는 인정을 받지 못하였으나, 데이비드 러섹은 특유의 능력으로 열심히 일하며 러섹 집안에서 신망을 얻어갔다. 매장을 개선해 새로 개업하고, 혁신적인 광고를 내고 다양한 사업 수완을 펼쳐 보였던 것이다. 단 한가지, 돈과 관련된 재정적 경영 능력에서만 제외하고 데이비드 러섹은 뛰어난 사업가였다. 반면, 거트루드는 도도하고 아름다운 부유한 가정의 부인으로 자랐는데, 엄마의 역할은 거트루드가 아닌 많은 유모들이 대신해주었다. 거트루드는 다소 무관심한 것처럼 보이기까지 했다. 아이들이 느끼기에 이 부부는 사랑보다는 어떤 권위 있는 허가를 내림으로써 자신들을 훈육했다고 전해진다. 어머니와 아버지를 거의 알 기회가 없었다고 해도 무방할 정도였다.

## 다이안 아버스의 삶

### 성장 배경
1923년 3월 14일에 태어난 다이안 아버스는 네메로브 집안의 둘째이자 맏딸이었다. 위로는 오빠하워드가 있었고, 아래로는 어린 여동생 르네가 있었다. 다이안은 어린 시절 오빠 하워드와 유달리 각별한 사이었는데, 명석한 아이였던 둘은 책을 읽고 자신들만의 세계를 구축하며 시간을 보냈다고 전해진다. 둘은 자신들이 보호받고 특권을 부여 받았지만 동시에 감시 당하고 있는 다소 외로움을 지닌 아이들이라고 생각했다. 특히 다이안은 스스로를 ‘초라한 공주’라고 여겼다. 반면 둘은 어린아이답지 않은 독립성을 유지하려고 하여, 서로의 삶에 참견하지 않으려는 성질을 지니고 있어 어른들의 눈총을 받았다고 한다. 대외적인 경우를 제외하곤 가족에게 무관심한 아버지 데이비드와 도도하고 자신의 위치를 중요시 여긴 어머니 거트루드 사이에서, 아이들은 대공황에도 부유하게 자랐음에도 불구하고 자신들의 세계를 초라한 왕국이라고 여겼다.어릴 적 다이안의 성격은 고립적이었고, 창조적이었으며, 다소 예민하고 민감한 측면도 가지고 있었다.
다이안의 이러한 성격은 청소년기가 되면서 더욱 확연하게 드러났다. 다이안은 자신의 재능을 자각하지는 못했지만, 자신이 남들과 다르다는 사실은 뚜렷하게 알고 있었다. 다이안은 아이들 무리에서 항상 앞서 나갔고, 타인을 매료시켰지만 정작 본인은 조용히 빠져 나와 혼자만의 시간을 가지곤 했다. 일반적인 여자 아이들과는 달리 겉보기에 연연하지 않았고, 자신만의 세계를 지켜나갔다.
청소년 기에 성장한 후, 자신의 몸에 대해 깊게 관찰하였으며, 여성으로써의 성(性)에 대해 깊게 고찰했다. 학생 시절 연인 앨런 아버스를 만난 이후로는 서로에게 깊게 빠져 아주 오랜 시간을 함께 보냈으며, 네메로브 가족의 열렬한 반대에도 불구하고 아서 와인스타인을 앨런 대신의 가짜 애인으로 내세워 몰래 연애를 하였다. 둘은 성인이 될 때까지 유별나고 깊은 사랑을 나누었다. 뿐만 아니라 청년기에 알렉스를 만나 좋은 친구가 되었는데, 다이안과 알렉스는 단순한 친구 이상의 복잡한 관계에 들어서기도 했다. 이러한 관계는 계속 변화하며 성년까지 이어진다.

### 교육
1930년 일곱 살에 센트럴파크 웨스트 거리에 있는 에티컬 컬처 스쿨(Ethical Culture School)을 다니기 시작했다. 신조가 아닌 행동, 배움에 대한 열정 등을 중요하게 여긴 이 학교에서 다이안은 얌전하고 뛰어나게 영리한 학생이었다고 한다. 특히 어휘력, 읽기, 드로잉에서 뚜렷한 재능을 보였다. 과제물의 경우에는 일반 학생들과는 달리 자신만의 세계를 뚜렷하게 반영하였다고 한다.
이후 7학년부터 12학년까지는 필드스톤 스쿨에 다녔다. 다이안은 미드타운 학교와 필드스톤 예비학교 두 곳의 에티컬 컬처 초등학교에서 이곳 필드스톤 스쿨로 진학했다. 인간의 문명화와 원시성이라는 이중성과, 신화의 탄생과 발전 등의 교육 내용은 다이안을 매료시켰다. 이 때부터 다이안은 미술 수업에 열의를 보였으며, 다양한 그림, 크로키, 연필 스케치, 캐리커처, 벽화 등을 그렸다. 조언자이자 미술교사인 빅터 다미코는 화가가 되는 것을 추천하기도 하였다. 다이안은 아주 재능이 있었고, 재능을 짐이자 축복이라고 여겼다고 그녀는 회상한다. 훗날 서른 다섯의 나이인 1958년에 뉴스쿨(New School)에 등록했다.

### 성년
어릴 적 부유하게 살았던 다이안은 결혼 후 독립하여 첫째 딸 둔을 낳고, 다소 가난한 아파트에서 앨런과 함께 생활하게 된다. 앨런은 자신이 원하는 연극을 해서는 가족을 부양하지 못할 것이라 생각해, 꿈을 보류하고 1941년에 다이안과 함께 다시 패션 사진 일을 해보기로 결심한다. 다이안은 딸 둔에게 매우 다정하고 친밀한 엄마였으며, 둔이 다양한 분야의 경험을 해볼 수 있도록 도우며 잘 양육하려고 했다. 어릴 적 다이안과 가까운 관계였던 알렉스와 그의 부인 앤과 초창기에는 가깝게 지냈으나, 차츰 사이가 복잡해져 종래에는 멀어지게 되었다. 이후 앨런과의 결혼 생활도 파탄이 난 상태로 막을 내린다.

### 말년
말년의 다이안은 초창기의 우울함과 예민함을 그대로 물려 받았으며, 이러한 상태가 보다 심해졌다. 과거 네메로브 집안에서부터 비롯된 이 우울함은 다이안이 익숙해져 있었던 것이었고, 그래서 걱정을 덜었으나 말년에 닥친 우울은 그런 것들과는 달랐다. 마침내 찾아가 상담한 의사들은 진정제를 처방했으나, 약에 부작용을 보인 다음 항우울제 복용을 거부했다. 친구들은 계속 치료를 받아보라고 권유하였고, 실제로 치료를 받기도 하였는데 별 도움이 된 것 같지는 않다고 전해진다. 말년에도 사진과 관련된 작업을 계속하고, 강의를 하고 사진을 찍는 등의 활동을 하였다.
마지막 순간이 가까워진 다이안은 더 구체적으로 자신의 우울에 대해 주변에 전했다. 1971년 7월26일, 다이안은 자살했다. 28일에 칼로 손목을 그은 채 욕조 옆에서 발견되었고, 26일자 일기에 ‘최후의 만찬’이라고 씌어진 글씨를 남기고 부패한 시체 상태로 남아있었다. 부검 결과, 그녀는 급성 바르비투르산염 (수면제 성분) 중독으로 진단 받았다.

## 사진 작업

### 상업 사진
비교적 초기에 다이안은 상업 사진을 찍었다. 1946년에는 앨런과 함께 “다이안 & 앨런 아버스”라는 이름의 사진 사업을 시작했다. 본래 연극을 꿈꿔왔던 앨런이었지만, 생계를 위해 다이안과 함께 일하기로 결정한 것이었다. 둘은 꽤 성공적인 패션 및 상업 사진가가 되었다. 글래머지, 보그지, 세븐틴지 같은 다양한 잡지에서 촬영 제의를 받았으며, 그 외에도 광고 사진을 찍으며 돈을 벌었다. 50년대에 패션 및 광고 분야에서 아버스 부부의 활동 범위는 더욱 넓어졌지만, 이들은 유행을 좇아야 하고 바쁘게 돌아가는 상업 사진의 세계를 탐탁지 않아 했다. 비즈니스 사진을 싫어하긴 했지만, 이들은 업계에서 어느 정도 실력을 보였다. 둘은 주로 반씩 번갈아 가면서 촬영을 했는데, 모델들은 아버스가 자신들을 인간으로 대했다고 말했다. 뿐만 아니라, 아버스 부부의 촬영장은 다소 조용한 편으로, 다른 스튜디오와는 차별되는 독특한 분위기를 품었다고 전한다.

### 순수 사진
브로도비치의 워크숍 과정을 중도에 그만두었을 즈음의 다이안은 자신이 원하는 사진을 찍기 시작했다. 다이안은 항상 “모든 사람의 사진을 찍기를 희망하며, 지극히 개인적이고 사적인 모습이 보편적으로 받아들여질 때에 모든 사람의 사진을 찍을 수 있다”고 믿었다. 뿐만 아니라 거리에 나가서 낯선 사람들을 찍고 싶어 하였는데, 이때 그녀의 수줍은 성격이 걸림돌이 되었다고 한다. 다이안의 작업 가운데 가장 널리 알려진 것은 괴짜들을 찍은 사진이었다. 그녀는 어린 아이들, 장애인, 성적 소수자, 환자, 기형, 난쟁이, 거인 등 태어날 때부터 남다른 구석을 가지고 있는 사람들을 많이 찍었다. 다이안은 카메라를 들고 공원을 거닐며 사진을 찍었고, 이따금씩 사람들과 친해져 그들의 집에 방문해 사진을 찍기도 하였다. 다이안에게 사진을 찍힌 모델들은 그녀를 기억했다. 그러나 정작 그녀는 자신이 ‘괴짜 사진을 찍은’ 사진가로 기억되는 것을 바라지 않았다. 이 외에도 다이안은 정신지체 장애자들, 특히 뉴저지 바인랜드의 보호소의 중년 장애인들을 찍는데에 몰두했다. 그들은 사진을 찍혀도 개의치 않고 자신들이 하는 행동에 몰두했는데, 이러한 절대적 몰입이 다이안을 매료시켰던 것이다. 아버스는 언제나 박수 갈채와 비난을 동시에 받았으며, 시대적 금기로 여겨진 사진을 찍었다. 그녀는 전통적인 다큐멘터리 사진에 마침표를 찍으며, 피사체와 사진가 양쪽 모두가 자신을 카메라와 상대방에게 드러내는 새로운 관계를 형성하였다고 사람들은 그녀를 평한다.

## 참고 문헌
《다이앤 아버스 (금지된 세계에 매혹된 사진가)》, 퍼트리샤 보스워스 저, 김현경 역, 세미콜론, 2007.02.23